# Liga Provincial de Fútbol de Pacasmayo
La Liga Provincial de Fútbol de Pacasmayo es una de las Ligas Provinciales de Fútbol de Perú y es la entidad rectora de las competiciones futbolísticas en la provincia de Pacasmayo, departamento de La Libertad. Fue fundada en 1976 y su presidente actual es Celso Álvarez Albarrán.

## Historia
En 1974, dentro del Sistema Nacional de la Copa Perú, empezó a disputarse en cada provincia del país la Etapa Provincial, como fase previa a la Etapa Departamental, donde sólo el campeón pasaría a esta última. En la provincia de Pacasmayo este torneo fue organizado por el Consejo Departamental de Ligas de La Libertad y tuvo como campeón a Cemento Pacasmayo.
La Liga Provincial de Pacasmayo fue fundada oficialmente el 12 de junio de 1976, siendo su primer presidente fue Guillermo Ortiz Sisniegas. Se encargó de organizar en su provincia el torneo de la Etapa Provincial que hasta 2003 clasificó un equipo a la Etapa Departamental de La Libertad y desde 2004 clasifica a dos equipos a esa etapa.

## Ligas Distritales
La Liga Provincial administra a cinco Ligas distritales:
- Liga distrital de Guadalupe
- Liga distrital de Jequetepeque
- Liga distrital de Pacasmayo
- Liga distrital de San José
- Liga distrital de San Pedro de Lloc

Hasta 1985 las ligas distritales de Chepén, Pacanga y Pueblo Nuevo, hoy distritos de la provincia de Chepén, formaban parte de esta liga provincial.

## Campeones provinciales
| Año  | Campeón                                   | Distrito                                  | Subcampeón                                | Distrito                                  |
| ---- | ----------------------------------------- | ----------------------------------------- | ----------------------------------------- | ----------------------------------------- |
| 1974 | Cemento Pacasmayo                         | Pacasmayo                                 | Dos de Mayo                               | Chepén                                    |
| 1975 | Alianza San José                          | Guadalupe (*)                             | Los Espartanos                            | Pacasmayo                                 |
| 1976 | Alianza San José                          | Guadalupe (*)                             | Unión Cultambo                            | San José                                  |
| 1977 | Atlético Municipal                        | Chepén                                    | Los Espartanos                            | Pacasmayo                                 |
| 1978 | Los Espartanos                            | Pacasmayo                                 | Atlético Municipal                        | Chepén                                    |
| 1979 | Los Espartanos                            | Pacasmayo                                 | Defensor San Pedro                        | San Pedro de Lloc                         |
| 1980 | Sport Pilsen                              | Guadalupe                                 | Atlético Municipal                        | Chepén                                    |
| 1981 | Sport Pilsen                              | Guadalupe                                 | Atlético Municipal                        | Chepén                                    |
| 1982 | Sport Pilsen                              | Guadalupe                                 | Cemento Pacasmayo                         | Pacasmayo                                 |
| 1983 | Los Espartanos                            | Pacasmayo                                 | Atlético Municipal                        | Chepén                                    |
| 1984 | Cemento Pacasmayo                         | Pacasmayo                                 | Defensor San Pedro                        | San Pedro de Lloc                         |
| 1985 | Alianza San Pedro                         | San Pedro de Lloc                         | Defensor Chepén                           | Chepén                                    |
| 1986 | Unión Cultambo                            | San José                                  | Tigres del Centenario                     | San Pedro de Lloc                         |
| 1987 | Guardia Civil                             | Guadalupe                                 | Unión Cultambo                            | San José                                  |
| 1988 | Guardia Civil                             | Guadalupe                                 |                                           |                                           |
| 1989 | Alianza Guadalupe                         | Guadalupe                                 | Cemento Pacasmayo                         | Pacasmayo                                 |
| 1990 | Cemento Pacasmayo                         | Pacasmayo                                 | Alianza San Pedro                         | San Pedro de Lloc                         |
| 1991 | Cabaña                                    | Pacasmayo (**)                            | Alianza Guadalupe                         | Guadalupe                                 |
| 1992 | Unión Cultambo                            | San José                                  | Deportivo Crackers                        | Guadalupe                                 |
| 1993 | Alianza Guadalupe                         | Guadalupe                                 |                                           |                                           |
| 1994 | Cemento Pacasmayo                         | Pacasmayo                                 | Alianza Guadalupe                         | Guadalupe                                 |
| 1995 | Los Chavelines                            | Pacasmayo                                 | Colegio San José                          | San José                                  |
| 1996 | Águilas Unidas                            | Pacasmayo                                 | Unión Cultambo                            | San José                                  |
| 1997 | Defensor Calera                           | Guadalupe                                 | Sport Rayo                                | Pacasmayo                                 |
| 1998 | Juvenil Victoria                          | Pacasmayo                                 |                                           |                                           |
| 1999 | Los Chavelines                            | Pacasmayo                                 | Defensor San Pedro                        | San Pedro de Lloc                         |
| 2000 | Juvenil Victoria                          | Pacasmayo                                 | Deportivo México                          | Guadalupe                                 |
| 2001 | Juvenil Victoria                          | Pacasmayo                                 | Defensor Calera                           | Guadalupe                                 |
| 2002 | Torbellino                                | Pacasmayo                                 |                                           |                                           |
| 2003 | Cerro Porteño                             | Guadalupe                                 | Torbellino                                | Pacasmayo                                 |
| 2004 | Cerro Porteño                             | Guadalupe                                 | Unión San Pedro                           | San Pedro de Lloc                         |
| 2005 | Cerro Porteño                             | Guadalupe                                 | Cruzeiro                                  | San José                                  |
| 2006 | Cruzeiro                                  | San José                                  | Defensor San Pedro                        | San Pedro de Lloc                         |
| 2007 |                                           | Guadalupe                                 |                                           |                                           |
| 2008 | Alameda Puente Arco                       | San Pedro de Lloc                         | San Lorenzo                               | Guadalupe                                 |
| 2009 | Unión Cultambo                            | San José                                  | San Lorenzo                               | Guadalupe                                 |
| 2010 | Alianza Guadalupe                         | Guadalupe                                 | Los Porteños                              | Pacasmayo                                 |
| 2011 | Cerro Porteño                             | Guadalupe                                 | Los Porteños                              | Pacasmayo                                 |
| 2012 | Alianza Guadalupe                         | Guadalupe                                 | Tigres del Centenario                     | San Pedro de Lloc                         |
| 2013 | Torbellino                                | Pacasmayo                                 | El Porvenir                               | Pacasmayo                                 |
| 2014 | Sport Chavelines Juniors                  | Pacasmayo                                 | Torbellino                                | Pacasmayo                                 |
| 2015 | Torbellino                                | Pacasmayo                                 | Alianza Guadalupe                         | Guadalupe                                 |
| 2016 | Alianza Guadalupe                         | Guadalupe                                 | Sport Chavelines Juniors                  | Pacasmayo                                 |
| 2017 | Defensor Calera                           | Guadalupe                                 | Sport Chavelines Juniors                  | Pacasmayo                                 |
| 2018 | Juventud Progresista                      | Guadalupe                                 | Torbellino                                | Pacasmayo                                 |
| 2019 | Sport Chavelines Juniors                  | Pacasmayo                                 | Atlético Verdún                           | San José                                  |
| 2020 | No se disputó por la Pandemia de COVID-19 | No se disputó por la Pandemia de COVID-19 | No se disputó por la Pandemia de COVID-19 | No se disputó por la Pandemia de COVID-19 |
| 2021 | No se disputó por la Pandemia de COVID-19 | No se disputó por la Pandemia de COVID-19 | No se disputó por la Pandemia de COVID-19 | No se disputó por la Pandemia de COVID-19 |
| 2022 | Real Alianza                              | San Pedro de Lloc                         | Atlético Verdún                           | San José                                  |
| 2023 | Atlético Verdún                           | San José                                  | Agrosa Cultambo                           | San José                                  |
| 2024 | Academia Juan Seminario                   | San Pedro de Lloc                         | Cruzeiro                                  | San José                                  |
| 2025 | Academia Juan Seminario                   | San Pedro de Lloc                         | Real San Pablo                            | San Pedro de Lloc                         |

(*) Alianza San José era del distrito de San José pero representaba a la Liga de Guadalupe.

(**) Cabaña era de Jequetepeque pero representaba a la Liga de Pacasmayo.

## Títulos por liga
| Liga                 | Títulos |
| -------------------- | ------- |
| 1. Guadalupe         | 20      |
| 2. Pacasmayo         | 19      |
| 3. San José          | 5       |
| 4. San Pedro de Lloc | 5       |
| 5. Chepén            | 1       |